# Diplocephalus caecus
Espèce
Diplocephalus caecus est une espèce d'araignées aranéomorphes de la famille des Linyphiidae.

## Distribution
Cette espèce est endémique de Belgique. Elle se rencontre dans une grotte à Rochefort dans la province de Namur.

## Description
Cette araignée cavernicole est anophtalme. Le mâle holotype mesure 2,0 mm.

## Publication originale
- Denis, 1952 : Araignées récoltées en Roumanie par Robert Leruth, avec un appendice sur quelques araignées cavernicoles de Belgique. Bulletin de l'Institut royal des Sciences naturelles de Belgique, vol. 28, no 12, p. 1-50.